# Schismatoglottis moodii
Schismatoglottis moodii är en kallaväxtart som beskrevs av Alistair Hay. Schismatoglottis moodii ingår i släktet Schismatoglottis och familjen kallaväxter. Inga underarter finns listade.